# Районная организация КПСС
Районная организация КПСС (разг. «районная парторганизация») — местное отделение КПСС в районе с конца 1920-х до 1963 и с 1965 до 1991 года, и районах в составе города до 1991 года.

## История
Созданы в конце 1920-х гг. заменив собой уездные организации ВКП (б). В 1963 году районные организации сельских районов были упразднены, а первичные организации в них входившие были подчинены первичным организациям производственных колхозно-совхозных управлений и первичным организациям промышленно-производственных зон, но в 1965 году районные организации КПСС были восстановлены, а первичные организации производственных колхозно-совхозные управлений были упразднены. 
Начиная с 1990 года многие районные организации КПСС на территории РСФСР стали районными организациями КП РСФСР. Прекратили деятельность осенью 1991 года.

## Руководство
- районная конференция КПСС (разг. «районная партконференция») — высший орган[1], избиралась общими собраниями первичных организаций КПСС, однако в условиях запрета внутри КПСС фракций они только утверждали кандидатов предложенных бюром райкома КПСС;
- районный комитет КПСС (райком КПСС) — высший орган между районными конференциями, избирался районной конференцией КПСС[1], но в условиях запрета фракций внутри КПСС она только утверждала кандидатов предложенных бюром райкома КПСС;
- бюро райкома КПСС — высший орган между пленумами райкома[1], избирался райкомом КПСС, состояло из первого секретаря райкома КПСС, второго секретаря райкома КПСС и членов бюро райкома КПСС;
- комиссия народного контроля при райкоме КПСС, в 1963-1965 гг. — комитет партийно-государственного контроля при комитете первичной организации КПСС при производственном колхозно-совхозном управлении и райисполкоме, в 1934-1952 гг. — комиссия партийного контроля при райкоме ВКП (б), с конца 1920-х гг. до 1934 года — районная контрольная комиссия ВКП (б), в 1919-1934 гг. — уездный контрольная комиссия;
- ревизионная комиссия районной организации КПСС.

## Руководство небольшой районной организации КПСС
- общее собрание районной организации КПСС[1] (разг. «районное партсобрание»);
- районный комитет КПСС.